# Окономовок (Вісконсин)
Окономовок (англ. Oconomowoc) — місто (англ. city) в США, в окрузі Вокеша штату Вісконсин. Населення — 18 203 особи (2020).

## Географія
Окономовок розташований за координатами 43°6′2″ пн. ш. 88°29′34″ зх. д. / 43.10056° пн. ш. 88.49278° зх. д. (43.100435, -88.492688).  За даними Бюро перепису населення США в 2010 році місто мало площу 31,55 км², з яких 29,89 км² — суходіл та 1,66 км² — водойми.

## Демографія
Згідно з переписом 2010 року, у місті мешкало 15 759 осіб у 6256 домогосподарствах у складі 4270 родин. Густота населення становила 499 осіб/км².  Було 6662 помешкання (211/км²).
Расовий склад населення:
| - 96,0 % — білих - 1,0 % — азіатів - 0,5 % — чорних або афроамериканців - 0,2 % — корінних американців - 1,1 % — осіб інших рас |

До двох чи більше рас належало 1,2 %. Частка іспаномовних становила 3,5 % від усіх жителів.
За віковим діапазоном населення розподілялося таким чином: 26,3 % — особи молодші 18 років, 59,0 % — особи у віці 18—64 років, 14,7 % — особи у віці 65 років та старші. Медіана віку мешканця становила 38,6 року. На 100 осіб жіночої статі у місті припадало 91,4 чоловіків;  на 100 жінок у віці від 18 років та старших — 89,6 чоловіків також старших 18 років.
Середній дохід на одне домашнє господарство  становив 84 680 доларів США (медіана — 70 600), а середній дохід на одну сім'ю — 102 349 доларів (медіана — 91 713). Медіана доходів становила 61 087 доларів для чоловіків та 47 645 доларів для жінок. За межею бідності перебувало 5,5 % осіб, у тому числі 4,7 % дітей у віці до 18 років та 5,7 % осіб у віці 65 років та старших.
Цивільне працевлаштоване населення становило 8308 осіб. Основні галузі зайнятості: освіта, охорона здоров'я та соціальна допомога — 22,6 %, виробництво — 16,6 %, роздрібна торгівля — 13,0 %, науковці, спеціалісти, менеджери — 9,5 %.

## Персоналії
- Даррелл Фосс (1892-1962) — американський кіноактор.